# الكبارة (الملاينة)
الكبارة هو دُوَّار يقع بجماعة أولاد حسين، إقليم سيدي سليمان، جهة الرباط سلا القنيطرة في المملكة المغربية. ينتمي الدوّار لمشيخة الملاينة التي تضم 8 دواوير. يقدر عدد سكانه بـ 912 نسمة حسب الإحصاء الرسمي للسكان والسكنى لسنة 2004.

## روابط خارجية
- البوابة الوطنية للجماعات الترابية
- المندوبية السامية للتخطيط